# Tipula (Microtipula) jivaronis
Tipula (Microtipula) jivaronis is een tweevleugelige uit de familie langpootmuggen (Tipulidae). De soort komt voor in het Neotropisch gebied.